# Конгу (Параиба)
Конгу (порт. Congo) — муниципалитет в Бразилии, входит в штат Параиба. Составная часть мезорегиона Борборема. Входит в экономико-статистический  микрорегион Карири-Осидентал. Население составляет 4776 человек на 2006 год. Занимает площадь 274,075 км². Плотность населения — 17,4 чел./км².
Праздник города — 15 мая.

## Статистика
- Валовой внутренний продукт на 2003 год составляет 11 727 474,00 реалов (данные: Бразильский институт географии и статистики).
- Валовой внутренний продукт на душу населения на 2003 год составляет 2497,33 реалов (данные: Бразильский институт географии и статистики).
- Индекс развития человеческого потенциала на 2000 год составляет 0,631 (данные: Программа развития ООН).